# Roland Köhler (Verleger)
Roland Köhler (* 5. Juni 1955 in Au SG) ist ein Schweizer Verleger.

## Leben und Schaffen
Roland Koehler begann seine Verlagskarriere 1976 mit dem Jugendmagazin TEAM. 1982 trat er in den Verlag Künzler-Bachmann AG in St. Gallen ein, der 2001 seine Fachzeitschriften, Special Interest Titel und Jahrbücher in die Künzler Bachmann Medien AG integrierte. 1987 gründete Roland Köhler die Raverta AG in Zürich als Schweizer Anzeigenvermarkter für Marquard-Titel wie Cosmopolitan, Harpers Bazaar, Penthouse und diverse Jugendpublikationen.
2010 übernahm Köhler die Künzler-Bachmann Medien AG, die er 2012 in Kömedia AG umfirmierte und 2016 verkaufte.
Seit 2009 ist er Besitzer der Intervinum AG und Verleger der Zeitschrift VINUM, die als Magazin für Weinkultur im gesamten deutschsprachigen Raum erscheint.
Neben der Herausgabe der VINUM-Weinmagazine widmet sich Roland Köhler mit der Intervinum AG auch den Bereichen Events,  Degustationen sowie  Wine & Dine und publiziert Bücher wie den Weinguide Deutschland, Best of Bordeaux und Die 150 besten Weingüter der Schweiz.